# Bodegnée
Bodegnée is een dorp in de Belgische provincie Luik en een deelgemeente van Verlaine. Bodegnée ligt zo'n 2,5 km ten zuidwesten van het dorpscentrum van Verlaine.

## Geschiedenis
Op het eind van het ancien régime werd Bodegnée een gemeente, maar in 1822 werd deze opgeheven en met de opgeheven gemeente Jehay samengevoegd in de nieuwe gemeente Jehay-Bodegnée. Bij de gemeentelijke fusies van 1977 werd Jehay-Bodegnée weer gesplitst. Bodegnée werd een deel van de gemeente Verlaine, terwijl het zuidelijker Jehay bij de gemeente Amay werd gevoegd.

## Bezienswaardigheden
- De Sint-Nazariuskerk (Église Saint-Nazaire) is een neogotisch kerkggebouw van 1872.

## Natuur en landschap
De hoogte aan de kerk bedraagt 183 meter.

## Nabijgelegen kernen
Fize-Fontaine, Jehay, Warfusée, Verlaine
Bodegnée · Chapon-Seraing · Seraing-le-Château · Verlaine

Belgische gemeenten · arrondissement Hoei · provincie Luik · Wallonië